# 沸斑岩
沸斑岩，又譯方沸响岩、方沸斑岩（英語：Blairmorite） 是一種非常罕見的斑狀喷出岩，以加拿大艾伯塔省西南部的Blairmore社區命名。该矿物以方沸石（英語：Analcime）爲主的斑晶、基質礦物爲透长石和鹼性輝石以及方沸石，輔以榍石，钙铁榴石和霞石组成。沸斑岩是一种长英质的方沸石（foidite）。Blairmorite 也是一種富含方沸石的响岩。
这种岩石因在世界上独有的兩种地質構造中的特性被学界鉴定为喷出岩：在加拿大阿爾伯塔省的Crowsnest層，它與噴發性的集塊岩和凝灰共生，而莫桑比克的 Lupata峽谷也有类似的情况。